# Paranoia! (počítačová hra)
Paranoia! (či jen Paranoia) je česká dobyvatelská počítačová hra, klon klasické hry Dune II. Společnost Phoenix Arts ji dokončila v roce 1995 a distribuovala ji firma Vision, CD verzi později firma MEC. Je první českou a po Dune II a Warcraftu světově třetí realtimovou strategickou počítačovou hrou, a také první česky dabovanou hrou.
Hra se odehrává na ploše viděné hráčem z půdorysného pohledu a úkolem hráče je zničit všechny nepřátelské budovy i jednotky a podmanit si tím dobývané území.
Paranoia získala mnoho ohlasů a byla hodnocena v českém a slovenském prostředí poměrně dobře jako jedna z nejlepších domácích her. Kvalit soudobých špičkových zahraničních titulů se jí ale dosáhnout nepodařilo a tehdejší recenze to zohledňovaly. Nejslaběji byla hodnocena příliš schematická a málo přitažlivá grafika hry, nízká originalita v porovnání se vzorem nebo slabší umělá inteligence. Vychvalována naopak byla hratelnost, programátorská práce nebo hudba.
Pokračovatelem hry se v roce 1996 stala Paranoia II, která přes značná vylepšení neměla takový úspěch jako první díl.

## Vznik a vývoj
Za nápadem vyrobit lepší klon hry Dune II, na které se mu nelíbilo několik věcí, stojí Radek Ševčík. Když se setkal s týmem Phoenix Arts, začal nápad rozpracovávat a programovat první části programu. Vývoj hry započal v létě roku 1994. Pro studio Phoenix Arts to byl po nedokončeném elektronickém zpracování šibenice první projekt. Zpočátku šlo o nekomerční počin, tvůrci si chtěli vyzkoušet, že v jejich podmínkách je možné napsat podobnou hru, a chtěli si zahrát hru, kterou si naprogramují podle vlastních představ a bude je bavit. Nakonec ale rostly náklady a rozhodli se hru začít vyvíjet naplno a později ji nabídnout známým a kamarádům ke koupi. Termín únor 1995 byl sice díky usilovné práci celého týmu ve dne v noci splněn, ale hra nebyla podle představ tvůrců dokonalá. Dál vylepšovali programovou a grafickou stránku hry a přidávali další funkce. Nakonec šla hra do prodeje širší veřejnosti déle než po roce vývoje, v září roku 1995. Na vývoji hry se podílelo několik lidí. Na grafice hry spolupracovali Petr Havlíček a Denis Černý, hudbu vytvořili Vendelín Tůma a Denis Černý, o zvukové efekty se postarali Radek Ševčík, Denis Černý a Dana Nováková a další spoluprací přispěli Jindřich Tichota, Miloslav Heřmánek a Jan Panoch.

## Hra

### Prodejní balení
Krabicové balení v distribuci firmy Vision obsahovalo 4 diskety, manuál o 32 stranách a registrační kartu. Obal krabice byl zajímavě řešený a manuál na poměry tehdejších českých her obsáhlý. Krabice byla plastová a manuál obsahoval popis všech budov a jednotek ve hře. Celá hra i všechny materiály byly kompletně v češtině.
V květnu 1996 vyšla i CD verze v distribuci firmy MEC. Ta se lišila tím, že na větším nosiči obsahovala i editory spritů jednotek a prostředí. Cena obou verzí se v obchodech dobově pohybovala okolo 300 Kč, samotné CD mohli koupit majitelé disketové verze pouze u výrobce za 149 Kč. Cena tak byla až třikrát nižší než u zahraničních titulů. Hra také vyšla ve firmě JRC jako součást balíku her 5x KLASIKA NA CD-ROM, jehož cena se pohybovala kolem 1000 Kč. Hry se podle autorů prodalo celkem přes 3500 kopií.

### Charakteristika
Hru uvádí na svou dobu docela vydařené intro, které má kvalitní SVGA grafiku a zvukový doprovod.
Obsahem titulu je postupová hra či jednotlivé mise. Hráč při nich hraje proti počítačovému protivníkovi. Ve hře je ale také možnost hry dvou hráčů po síti nebo po sériovém kabelu.
Postupová hra pro jednoho hráče je rozdělená na deset úrovní, které se liší zvyšující se obtížností. Každá znázorňuje jednu oblast dobývané planety. Po dobytí území začne další, těžší úroveň hry a boj o další část planety. Po dohraní všech deset kol se spustí závěrečná videosekvence. Hru lze průběžně ukládat, k dispozici je šest pozic.

### Příběh
Příběh se odehrává v roce 2673 na planetě Paranoia v hvězdném systému Beretta, kde už čtyři roky probíhá občanská válka Aponidů, kteří ovládají systém už téměř tři století. Planeta je téměř pustá, jedna z mála rostlin, které tu rostou, je hopsinka. Když byly hopsinky objeveny jedním aponidským profesorem, sjelo se sem o ně bojovat několik skupin. Omamné hopsinky totiž umožňují manipulovat rasu Aponidů. Jako strategická rostlina tak mohou být klíčem k ovládnutí celé planety, systému, možná i vesmíru. Hráč velí původním obyvatelům soustavy, Terranům a snaží se získat zpět před stoletími ztracená území.

### Vojenské jednotky
Jednotky mají ve hře nízkou umělou inteligenci, proto je potřeba je neustále kontrolovat, jestli na sebe někde např. nenechávají nečinně útočit nebo jestli někoho nenechávají nečinně projíždět okolo sebe k útoku na střežené objekty. Pohyb jednotek je problematický. Když například skupinka prochází přes úzké místo, nezačne procházet postupně, ale začnou místo obcházet leckdy i s dlouhou zacházkou třeba přes nepřátelské území. Při útoku se o sebe jednotky mohou zaseknout, což jim znemožní zapojit se do boje, nebo je to zdrží. Složitější fáze hry jsou tak značně náročné na hlídání a klikání. Pěší jednotky mají velmi malou odolnost.

#### Příklady jednotek
Mezi jednotky dostupné ve hře patří například tříkolka, obrněné vozidlo, tank, raketomet, dvouhlavňový devastátor, těžký tank nebo pokladač min.
Pokladače min se zásobníkem s 6 minami pokládají miny se svojí barvou a vybuchují pouze po přejetí vozidlem druhého hráče. Výjimkou je protihráčův pokladač min, který může minu sebrat a opět položit jako svou.
Další oproti předloze zajímavou jednotkou je diverzant. Vycvičení stojí téměř stejně jako lehký tank, ale pokud má štěstí, dokáže dojít k nepřátelské budově a sebevražedně ji vyhodit do povětří. Může také obsadit nepřátelské vozidlo.
Velitelský vůz může velet libovolné skupině jednotek. Stačí mu pak zadat příkaz a ostatní jednotky ho kopírují. Tento úkol plní také mobilní velitelství, které se chová jako normální vozidlo, ale po rozložení umožňuje velet podřízeným vozidlům včetně velitelských vozů. Po složení ho lze opět přesunout. Toto velitelství se na rozdíl od velitelských vozů při plnění příkazů nikam nepřesouvá a na nic neútočí a zůstává tak v bezpečí vzadu.

### Herní princip a průběh
Hra je zobrazována z čistě půdorysného pohledu, kde hráč vidí herní plochu se svými i nepřátelskými budovami a jednotkami a s okolním terénem. Herní plocha má rozsah 64x96 jednotek. Hráč má modrou barvu, protivník červenou, a to i v případě síťové či sériové hry. Oba hráči tak vidí sebe v modré barvě a druhého hráče v červené. V případě hry jednoho hráče je počítačový soupeř vždy o kousek napřed ve vývoji. Na počátku hry jsou omezenější možnosti nákupu zbraní a budov, rostou postupem hry s každou vyhranou úrovní. S vyššími úrovněmi tak postupně přibývají například těžké tanky, raketomety nebo pokladače min.
Na začátku hry má hráč pouze jednu základní budovu umožňující vybudovat další části základny. Nejprve je potřeba postavit nutné jádro, tj. elektrárnu, lihovar a výrobnu vozidel.
Prostředky pro stavbu dalších budov a jednotek se získávají sklízením hopsinek prostřednictvím kombajnů nebo pomalejších lidských sběračů. Kombajn umí přejet na další hopsinku jen v případě, že ta je velmi blízko, jinak zůstane stát a nebo odjede do lihovaru, kde už zůstane. Hopsinky se zničí, pokud jsou něčím přejety, ale mají regenerační schopnost a pokud jsou sklizeny nebo přejety, za čas jinde narostou zase další. Nerostou ale nijak překotně a jejich počet je v čase omezený, proto je potřeba je neustále hlídat. Název hopsinky si autoři zřejmě vypůjčili z lidového pojmenování broskvové vodky, která má obdobné omamné účinky na lidi. Intro hry líčí, že rostlina je pojmenovaná dle dávné legendy. Rostlina se zpracovává v lihovaru, kde se za ni inkasují peníze.
Základnu je potom třeba dále rozšiřovat o další typy budov jako jsou radary, základny pro vojáky, obranné věže apod. Také je potřeba vyrábět různé jednotky jako jsou pěšáci, tanky, raketomety apod. Ty lze vysílat do okolí na průzkum neobjevených oblastí, které jsou ve hře znázorněny černou barvou. Jednou zviditelněná oblast už je vidět po celou dobu hry včetně na ní přítomných jednotek a budov.
K průzkumu je nejvhodnější k tomu určená jednotka, průzkumník. Radar má dosah 35 jednotek a pro mapování celého území je jich potřeba rozmístit více. Dosah radaru je přímo úměrný dostupné elektrické energii na základně, tj. energetické spotřebě v továrnách a výrobě elektřiny v elektrárnách. Při nedostatku energie se dosah radaru sníží.
Cílem hry je najít a zničit všechny jednotky a všechny budovy na základně nepřítele. Umělá inteligence je chvílemi dost nepříjemná, nepřítel například rád před svou základnou klade miny do několikapásmových minových polí, která lze jen obtížně projet. Počítačový soupeř je také schopen posílat své útoky v silných promyšlených náporech, zezadu a z choulostivých úhlů, na slabší jednotky útočí silnějšími a na ztraceném území záměrně ničí hopsinky. Budovy lze stavět po celé mapě, jen musí být propojeny alespoň tzv. podkladovými deskami. Lze tak postavit obranné věže přímo u základny nepřítele.

## Srovnání a hodnocení

### Hodnocení a kritika
Hratelnost je poměrně dobrá, ale postupem času se u hry pro jednoho hráče projeví stereotyp, což bývá problémem většiny strategií. Umělá inteligence celkově není příliš dobrá a celou hru lze zvládnout taktikou drtivé převahy. Hráč tak není nucen příliš dbát na strategii a má tendenci se věnovat výrobě co největšího počtu tanků. Během chvíle už převyšuje obranu počítačového soupeře o stovky procent. I kvůli stereotypu hrozícímu z reakcí umělé inteligence je o dost zábavnější multiplayer, hra je pro soutěžení více lidí velmi vhodná.
Příliš dobrá a přitažlivá není grafika. Jednoduchý 2D pohled z ptačí perspektivy lze označit jako účelný, v SVGA režimu (640x480/256 barev) nabízí dokonalý přehled o dění na velké části bojiště. Je ale příliš schematický. Přestože lze grafiku jednoduše přepínat mezi VGA a SVGA rozlišeními, v některých tehdejších časopisech byla hodnocena jako slabší, v kritičtějších (především ta VGA) dokonce jako otřesná. Grafika jednotek je kostičkatá a celkem ošklivá a hůře se mezi sebou rozlišují druhy jednotek. Plocha je rozdělená na pomyslné čtverečky, v kterých mohou jednotky stát, pokud jsou v klidu, a to buď souběžně se stěnami těchto pomyslných čtverečků a nebo diagonálně. V závislosti na tom se jejich podoba liší, jednotky vypadají v obou případech jinak, což nepůsobí dobrým dojmem.
Stejně tak byly některé časopisy v dobových článcích kritičtější i k dalším věcem. Misím bylo vytýkáno, že některé jsou nudné a chybí jim strategický náboj. V oblasti zvuků byla záporně hodnocena podobnost s předlohou Dune II, nepřílišná příjemnost ženského hlasu průvodních upozornění nebo neodlišení vzdálenosti střelby od aktuálního pohledu na hrací pole. Úvodní animace byla hodnocena spíše dobře, závěrečná spíše špatně. Někomu chyběl zvuk při manipulaci s penězi známý z Dune II, který pomohl hráči sledovat pohyby na účtu. Někdy se nelíbilo ovládání, které bylo téměř stejné jako v Duně II. Naproti tomu chválena byla programátorská práce a kvalita programu nebo hudba.
Podle webu Plné hry.cz může být hra předmětem hezkého zavzpomínání na staré české herní tradice nebo předmětem jejich objevování. V dobovém článku Andreje Anastasova ve Score hra dostala hodnocení 8/10. Podle autora v některých ohledech předčila svůj vzor. Vyzdvihl například existenci velitelských vozidel a skrytých mobilních velitelství nebo velký počet druhů jednotek a budov. Hru označil za dosud nejlepší českou hru.
Slovenský časopis Riki sice souhlasil, že jde o nejlepší tuzemskou strategickou hru, ale tuto recenzi ve Score označil za přechválenou a hře dal celkové hodnocení pouze 55 %, samotnou hratelnost přitom ohodnotil 80 %. Stejně kritický byl i článek v Excaliburu, který také záporně hodnotil nízkou originalitu hry a s Riki souhlasilo i jeho hodnocení: přesto, že jde i podle něj o nejlepší českou strategickou počítačovou hru, udělil jí celkové hodnocení 55.
Pozitivní hodnocení měl diskmag Pařeniště. Podle něj šlo o nejlepší českou hru a udělil jí 70 %, nejslaběji hodnotil grafiku, 47 %. Diskmag Engine hru ohodnotil celkově na 82 %, nejslabší část, grafiku, na 61 %. Hra podle něj vyvedla český herní průmysl na úroveň.
- Score: 8/10[16]
- Riki: 55 % (grafika: 40%, animace: 39%, hudba: 55%, zvuk: 60%, hratelnost: 80%, zábava: 72%)[10]
- Excalibur: 55 (grafika: 55, animace: 70, hudba: 65, zvuk: 70)[9]
- Pařeniště: 3,5/5 (grafika: 47%, hudba: 75/61%, atraktivita: 70%)[8]
- Engine: 82% (zábava: 85%, grafika 61%, hudba 70%)[15]
- Plné hry.cz: 70%[11]

### Srovnání se svým vzorem
Herní principy jsou podobné jako v Duně 2, která byla hře vzorem. Obě hry se odehrávají na pouštní planetě, ale na Paranoii chybí pouštní červi. Místo koření jako v Duně 2 se ve hře těží hopsinky. Ty na rozdíl od koření dorůstají. Mise tak nejsou omezeny maximálním množstvím vytěžitelných kreditů tolik, jako v některých misích v Duně II.
Podobně pojatý je i způsob misí, takže i v této hře se daly mise rozehrát strategií vybudování základny a co nejvíce tanků a následným napadením nepřítele. I v této hře nabídka zbraní závisela na procentu dobytého území, které se zvyšovalo po jednotlivých vyhraných úrovních.
Podobné jsou také budovy. Liší se jen v drobnostech. Např. radar v Dune II mapoval celé území a při nedostatku energie se vypnul, tady se jen sníží jeho dosah.
Některé jednotky jsou téměř stejné a odlišují se jen názvy, např. tříkolka, obrněné vozidlo, tanky, raketomety nebo dvouhlavňový devastátor. Jiné jednotky jsou zcela nové, mezi ty patří například těžké tanky, raketomety, pokladače min nebo diverzant. Pěší jednotky mají oproti Duně nižší odolnost.
Oproti Duně 2 je značně vylepšeno ovládání. Přibyla možnost levým tlačítkem zadávat jednotce úkoly přesunout se nebo zaútočit. V obou hrách stále chybí možnost označovat více jednotek, ale v Paranoie přibylo velitelské vozidlo nebo mobilní velitelství, které mohou ovládat k nim přiřazené jednotky současně. Ty v Duně II citelně chybí.
Lepší je dynamika akce, kdy je hra méně omezena na počty jednotek a v bitvách se jich tak utkává velké množství, až přes 100. Nevýhodou je ale horší úroveň algoritmů umělé inteligence.
Podobnost s předlohou Dune II byla pozorována také v oblasti zvuků, kde ale někomu mohl chybět zvuk při manipulaci s penězi známý z Dune II, který pomohl hráči sledovat pohyby na účtu. V českém prostředí je také výhodou namluvení Paranoii v češtině.
Přestože Dune II nebo první Warcraft používá VGA grafiku 320x200 a Paranoia SVGA grafiku 640x480, všechny při 256 barvách, grafika Paranoii je znatelně horší. Grafika byla ale problémem většiny českých her 90. let, což souviselo s problematickým financováním vývoje.

### Prvenství
Hra je první českou realtimovou strategií. V Česku šlo také o první hru se síťovým a sériovým multiplayerem pro 2 hráče. Světově je po Dune II a Warcraftu v pořadí třetí realtimovou strategií a jako první na světě u tohoto typu her použila SVGA rozlišení. Jako první také neměla téměř žádná omezení počtu staveb a jednotek a jako první použila neomezenou, v čase přibývající těženou surovinu. A konečně byla Paranoia také vůbec první česky namluvenou hrou, byť šlo pouze o několik povelů namluvených přímo vývojáři nebo jejich blízkými. Předstihla tak plnohodnotně namluvenou Dračí historii.

## Technická stránka
3D objekty v intru a outru hry byly kresleny pomocí programu Imagine. Program neobsahuje žádné standardní knihovny, vše si naprogramoval tým kompletně sám, včetně instalačního programu, přehrávače videí, atd. Spotřeba základní paměti se vešla do 580 kB.
Součástí disketové verze hry byla ochrana proti kopírování, která znemožnila instalaci hry na další počítač nebo na stejný počítač s novou konfigurací. Hra si vygenerovala identifikační číslo počítače, které uložila na instalační disketu. Číslo nového počítače tak bylo potřeba předat tvůrcům, kteří nazpět poslali kód. Ten se zadal jako parametr instalace do příkazové řádky a legalizoval pro instalaci nový počítač či novou konfiguraci stávajícího.

### Cheatování
Hra má v některých verzích několik technických nedokonalostí, které se dají použít k cheatování. Standardně je možné například vlastnit pouze dvě letadla. Když se ale postaví co nejvíce letišť a vyrobí se jedno letadlo, při pauznutí hry jde zadat výrobu letadla na každé letiště a při odpauzování se skutečně všechna letadla vyrobí.
Další nedokonalost zranitelná k cheatování je skrytá v uložených pozicích v souborech pojmenovaných PNSAVE0.SAV až PNSAVE5.SAV. Pokud je v tomto souboru hodnota začínající na offfsetě 0x0012 hexeditorem změněna na 9F 86 01 (tj. 18., 19. a 20. bajt), při načtení této hry má hráč 99999 peněz.
Třetí nedokonalost a možnost získat takto výhodu je v tom, že už od čtvrté úrovně jde obejít omezení stavět raketomety až od šesté úrovně. Při prvním kliknutí na nově postavenou budovu na výrobu speciálních vozidel se zobrazí jako první z nabídky raketomet a dokud není přepnut, tak lze stavět. Z nabídky zmizí až po přepnutí.

### Systémové požadavky
Hru lze spouštět v emulátoru DOSBox na jakékoliv jím podporované platformě a sestavě. Minimální požadavky pro chod v původním DOSu jsou:
- CPU 386 nebo kompatibilní
- 4 MB RAM
- 10 MB na disku pro disketovou verzi nebo 1 kB pro CD verzi + cca 80 kB pro každou uloženou pozici
- 580 kB základní paměti
- SVGA videokarta s 512 kB RAM podporující VESA ver. 1.02 (nebo softwarový driver Univbe.exe, Univesa.exe ap.)
- myš
- disketová mechanika / CD-ROM (podle verze hry)

Doporučená konfigurace zahrnuje navíc oproti minimální:
- CPU 486 40MHz nebo kompatibilní
- zvuková karta
- pro CD verzi čtyřrychlostní CD-ROM

### Historie verzí
Historie distribuovaných verzí:
- 2.1 – září 1995
- 2.3 – počátek 1996
  - odstraňovala problémy se staršími grafickými kartami jako např. Realtek
  - vylepšená podpora některých méně podporovaných zvukových karet
  - usnadňovala zadávání cílů jednotkám, pozice kurzoru byla zaměřena na nejbližší cíl
  - drobná vylepšení programu
- 2.5
  - pokračování ve změnách v duchu verze 2.3
  - zcela nový, rychlejší a stabilnější komunikační protokol pro síťovou hru a hru po sériovém kabelu
  - snížený nárok na výkon počítače nahrazením hardwarového kurzoru softwarovým
- 2.5 CD – květen 1996
  - CD-ROM verze
  - oproti disketové verzi 2.5 navíc editory spritů jednotek a prostředí
- 2.7 – 2001[1]
  - hra uvolněna jako freeware pro nekomerční použití[19]

## Pokračování
O rok později, v roce 1996, Phoenix Arts vydal pokračování hry Paranoia II. Zatímco první díl neměl přílišnou konkurenci a byly mu tak jeho problémy částečně prominuty, druhý díl už vyšel v době, kdy existovalo více lepších zahraničních titulů a hra se tak přes mnohá vylepšení stala spíše propadákem. Kamenem úrazu byla stále grafika, která byla sice značně vylepšená, ale stále příliš schematická. O mnoho lepší byl soundtrack.
Později v roce 1998 vyšla od této firmy ještě poslední hra. Husita má technicky s hrami Paranoia a Paranoia II mnoho společného. Liší se hlavně tím, že je zasazená do prostředí křížových výprav proti husitům a tomu je dobově přizpůsoben systém budov a bojových jednotek. Nic se tu také netěží a jediné zdroje, které je potřeba hromadit, jsou vesničané. Prostřednictvím těch se vybírají daně sloužící k financování armády. Oproti předchozím hrám série je vidět značný posun v grafice, která je v pseudo 3D provedení.
V červnu 2024 vydal autor nezávislých her vystupující pod jménem Spytihněv hru Shrot odkazující na Paranoiu a přibližující se jak Paranoie, tak původnějši Duně 2, nicméně místo hopsinek nebo koření se v ní těží chmel.